# Municipio de Battle (Minnesota)
El municipio de Battle (en inglés: Battle Township) es un municipio ubicado en el condado de Beltrami en el estado estadounidense de Minnesota. En el año 2010 tenía una población de 46 habitantes y una densidad poblacional de 1,29 personas por km².

## Geografía
El municipio de Battle se encuentra ubicado en las coordenadas 47°57′28″N 94°42′7″O / 47.95778, -94.70194. Según la Oficina del Censo de los Estados Unidos, el municipio tiene una superficie total de 35.74 km², de la cual 35,67 km² corresponden a tierra firme y (0,2 %) 0,07 km² es agua.

## Demografía
Según el censo de 2010, había 46 personas residiendo en el municipio de Battle. La densidad de población era de 1,29 hab./km². De los 46 habitantes, el municipio de Battle estaba compuesto por el 95,65 % blancos y el 4,35 % eran de una mezcla de razas. Del total de la población el 0 % eran hispanos o latinos de cualquier raza.